# متیل ایزوسیانید
متیل ایزوسیانید (به انگلیسی: Methyl isocyanide) یک ترکیب شیمیایی با شناسه پاب‌کم ۱۱۶۴۶ است. شکل ظاهری این ترکیب، مایع بی‌رنگ است.